# الأوركسترا السمفوني التونسي
الأوركسترا السمفوني التونسي هي فرقة موسيقية كلاسيكية تونسية، تم إنشاؤها عام 1969 من قبل وزارة الثقافة التونسية وتحت إشراف صالح المهدي.
اضطرت الأوركسترا في بدايتها إلى الاستعانة بموسيقيين بلغاريين وإيطاليين وقائد أوركسترا فرنسي جون بول نيكولي (Jean-Paul Nicollet). بعد نيكولي، أصبح أحمد عاشور قائد الأوركسترا عام 1979. تولى سام سليمان قيادة حفل 27 ماي 2010 في المسرح البلدي بتونس إثر إصابة أحمد عاشور بوعكة صحية، كما قاد الحفل الذي قدمه الأوركسترا خلال الدورة 25 من المهرجان الدولي للموسيقى السمفونية بالجم.
تتكون الفرقة من 60 شخصا وتقوم بإحياء حفل كل شهر في المسرح البلدي بتونس أو في أحد الفضاءات الثقافية بالعاصمة التونسية. كما تقوم الفرقة باستدعاء بعض الموسيقيين العالميين للمشاركة في حفلاتها.